# Società Gestione Multipla
L'SGM S.p.A (sigla di Società Gestione Multipla di Lecce) è l'azienda di trasporti pubblici di Lecce. 
Questa è una società mista pubblico-privata partecipata al 51% dal Comune di Lecce e per il restante 49% da soci privati (40% IGECO Srl e 9% F.lli BERTANI SpA)
La SGM è stata costituita nel 2000 gestisce il trasporto dei passeggeri via terra mediante autobus, sosta tariffata , la rimozione veicoli, la manutenzione segnaletica stradale orizzontale e verticale e la manutenzione semaforica della città di Lecce.